# 六連町
六連町（むつれちょう）は、愛知県田原市の地名。100の小字が設置されている。

## 地理
旧田原町東部に位置する。東は豊橋市、北は谷熊町に接する。

### 字一覧
字名は以下の通りである。
| - 相生（あいおい） - 赤石里（あかじゃり） - 雨堤（あまづつみ） - 新谷（あらや） - 新谷前（あらやまえ） - 一本木（いっぽんぎ） - 居屋敷（いやしき） - 居屋良（いやら） - 大栄（おおさか） - 大坪（おおつぼ） - 大平（おおひら） - 大平子（おおひらこ） - 大松（おおまつ） - 奥屋敷（おくやしき） - 落合（おちあい） - 落合沢（おちあいざわ） - 貝場（かいば） - 神ケ谷（かみがや） - 神ノ釜（かみのかま） - 狩拂（かりばらい） - 雉子山（きじやま） - 北枯木川（きたかれきがわ） - 北長山（きたながやま） - 狐川（きつねがわ） - 切替（きりかえ） - 久美原（ぐみはら） - 栗穴（くりあな） - 栗穴下（くりあなした） - 黒福（くろぶく） - 甲亀（こうがめ） - 御門尻（ごもんしり） - 権現山（ごんげんやま） - 境川（さかいがわ） - 坂下（さかした） | - 左車（さぐるま） - 芝元（しばもと） - 四本松（しほんまつ） - 昭栄（しょうえい） - 清三ケ谷（せいざんがや） - 高尾（たかお） - 高畑（たかはた） - 長仙寺境（ちょうせんじざかい） - 長仙寺前（ちょうせんじまえ） - 堂下（どうした） - 百々（どうどう） - 道盤（どうばん） - 富山（とみやま） - 鳥屋ケ崎（とやがさき） - 中切（なかぎり） - 中郷中（なかごうなか） - 中坪（なかつぼ） - 中浜辺（なかはまべ） - 中原（なかはら） - 長山（ながやま） - 新浜（にいはま） - 西赤山（にしあかやま） - 西井戸浦（にしいどうら） - 西海岸（にしかいがん） - 西海道（にしかいどう） - 西海辺（にしかいへん） - 西郷中（にしごうなか） - 西大尺（にしたいしゃく） - 西高尾（にしたかお） - 西峠（にしとうげ） - 西ノ川（にしのかわ） - 西浜田（にしはまだ） - 西浜辺（にしはまべ） | - 西谷ノ上（にしやのうえ） - 花水（はなみず） - 浜田境（はまだざかい） - 浜辺（はまべ） - 番場（ばんば） - 東赤山（ひがしあかやま） - 東海岸（ひがしかいがん） - 東海辺（ひがしかいへん） - 東郷中（ひがしごうなか） - 東大尺（ひがしたいしゃく） - 東高尾（ひがしたかお） - 東峠（ひがしとうげ） - 東浜田（ひがしはまだ） - 東浜辺（ひがしはまべ） - 聖川（ひじりかわ） - 広表（ひろおもて） - 前田（まえだ） - 丸山前（まるやままえ） - 見沢（みさわ） - 南枯木川（みなみかれきがわ） - 南浜辺（みなみはまべ） - 宮ノ西（みやのにし） - 宮狭間（みやはざま） - 向山（むかいやま） - 焼山（やけやま） - 弥栄（やさか） - 谷ノ上（やのうえ） - 山先（やまさき） - 山本（やまもと） - 四ツ谷（よつや） - 六郎次（ろくろうじ） - 若宮前（わかみやまえ） - 脇浜辺（わきはまべ） |

## 歴史

### 地名の由来
六か村の連合であることに由来する。

### 沿革
- 1878年（明治11年） - 渥美郡久美原村・浜田村・百々村・長仙寺村・片神戸村・数原新田の6村が合併し、同郡六連村として成立[7]。
- 1889年（明治22年） - 旧片神戸村および旧数原新田により相川村大字六連を編成し、残部が改めて町村制による六連村として成立[7]。
- 1906年（明治39年） - 六連村が合併により、杉山村大字六連となる[7]。また、相川村大字六連が合併により、田原町大字六連となる[7]。
- 1955年（昭和30年） - 杉山村大字六連が合併により、田原町大字六連に統合される[7]。
- 2003年（平成15年） - 市制施行により、田原市六連町となる。
- 2005年（平成17年） - 六連町から相川町が分離[8]。また、一部が豊島町に統合[8]。

## 世帯数と人口
2015年（平成27年）10月1日現在の世帯数と人口は以下の通りである。
| 町丁   | 世帯数  | 人口    |
| ------ | ------- | ------- |
| 六連町 | 405世帯 | 1,723人 |

### 人口の変遷
国勢調査による人口の推移
| 2005年（平成17年） | 1,757人 | [ 9 ]  |  |
| 2010年（平成22年） | 1,776人 | [ 10 ] |  |
| 2015年（平成27年） | 1,723人 | [ 2 ]  |  |

## 学区
市立小・中学校に通う場合、学区は以下の通りとなる。また、公立高等学校に通う場合の学区は以下の通りとなる。
| 番・番地等 | 小学校             | 中学校             | 高等学校 |
| ---------- | ------------------ | ------------------ | -------- |
| 全域       | 田原市立六連小学校 | 田原市立東部中学校 | 三河学区 |

## 交通
- 愛知県道397号城下田原線[5]

## その他

### 日本郵便
- 郵便番号 : 441-3413[3]（集配局：田原郵便局[13]）。